# Kabupaten Tana Tidung
Kabupaten Tana Tidung (indonesiska: Tana Tidung) är ett kabupaten i Indonesien.   Det ligger i provinsen Kalimantan Utara, i den norra delen av landet, 1 600 km nordost om huvudstaden Jakarta. Antalet invånare är 15 147. Arean är 4 829 kvadratkilometer.
Terrängen i Kabupaten Tana Tidung är platt åt nordost, men åt sydväst är den kuperad.